# Ildikó Schwarczenberger
Ildikó Tordasi, geboren als Ildikó Schwarczenberger, (Boedapest, 9 september 1951 – 13 juli 2015) was een Hongaars schermster.
Schwarczenberger nam deel aan drie edities van Olympische Zomerspelen en won hierin één gouden medaille. Tevens werd zij zes maal nationaal kampioene, driemaal in het individuele floret en driemaal in het floret in team. In 1973 en 1976 werd ze benoemd tot Hongaars Sportvrouw van het Jaar.

## Palmares
- Olympische Zomerspelen
  - 1972
    -  - Floret team

  - 1976
    -  - Floret individueel
    -  - Floret team

  - 1980
    -  - Floret team

- Wereldkampioenschap schermen
  -  - Floret team: 1973
  -  - Floret team: 1971, 1974, 1975, 1979, 1981, 1982
  -  - Floret individueel: 1973, 1974
  -  - Floret individueel: 1977, 1979

- Zomeruniversiade
  -  - Floret individueel: 1977

- Hongaars kampioenschap schermen
  -  - Floret individueel: 1971, 1975, 1976
  -  - Floret team: 1973, 1975, 1979
  -  - Floret individueel: 1973, 1974, 1982
  -  - Floret individueel: 1977

| Logo van de Olympische Spelen | Goud | Zilver | Brons | Logo van de Olympische Spelen |
|                               | 1    | 1      | 2     |                               |